# Бурлящий
Бурлящий — небольшой вулкан, расположенный в восточной части полуострова Камчатка, у подножия Большого Семячика. Находится между реками Карымской на юге и Ольховой на севере.
Абсолютная высота - 1164 м над уровнем моря, а превышение на местности около 200 м.
Вулкан Бурлящий находится в активной сольфатарной и микрогрязевой вулканической деятельности. Газы, проходя через слой воды кратерного озера, вспучивают его, вода бурлит, откуда и произошло название данного вулкана. Температура газовых сольфатар выходящих на склонах вулкана от 84 до 150° С, газоводяных — от 90—до 100° С.
Входит в восточный вулканический пояс, вулканический массив Большой Семячик.